# Vaccí de Pfizer-BioNTech contra la COVID-19
La vacuna de Pfizer-BioNTech contra la COVID-19 (DCI), amb el nom de codi BNT162b2 i més coneguda com a vacuna de Pfizer contra la COVID-19, és una vacuna contra la COVID-19, i una vacuna d'ARN. Està comercialitzat amb el nom de Comirnaty®. La vacuna conté l'ingredient actiu tozinameran.
Es dona per injecció intramuscular. Està composta per ARN missatger amb nucleòsids modificats (ARNmod) que codifica la proteïna S del SARS-CoV-2, encapsulada en nanopartícules lipídiques. La vacunació requereix dues dosis administrades en tres setmanes de diferència. Es desconeix la capacitat de la vacuna per prevenir infeccions greus en nens, dones embarassades o persones amb immunitat compromesa, i la seva durada de l'efecte immunitari. A febrer de 2021, era una de les dues vacunes d'ARN que s’estaven desplegant contra COVID-19, i l'altra era la vacuna de Moderna. Una tercera vacuna basada en mRNA de CureVac es troba en proves finals.
Els assaigs van començar l'abril del 2020; al novembre, la vacuna s'havia provat en més de 40.000 persones. El novembre de 2020, l'anàlisi provisional de l'assaig va examinar els participants de la investigació que havien estat diagnosticats de COVID-19 i que van rebre el candidat a la vacuna, demostrant que el BNT162b2 pot tenir una eficàcia superior al 90% en la prevenció de la infecció en els set dies posteriors a una segona dosi. Els efectes secundaris més freqüents inclouen dolor lleu a moderat al lloc de la injecció, fatiga i mal de cap. A desembre de 2020, els informes d'efectes secundaris greus, com ara reaccions al·lèrgiques, eren molt rars (menys d'1 de 10.000). i no s'han informat de complicacions a llarg termini.
El desembre de 2020, va ser aprovada per primera vegada per l'agència reguladora de medicaments i productes sanitaris del Regne Unit (MHRA) el desembre de 2020. i estava en fase d'avaluació per a l'autorització d'ús d'emergència per a un ús generalitzat (ús no restringit), de diversos reguladors mundials de medicaments; cal l'autorització d'emergència, ja que els assajos de fase III continuen en curs i el seguiment dels resultats primaris continua fins a l'agost del 2021 i els resultats secundaris el gener del 2023.
BioNTech és el desenvolupador original de la tecnologia de vacunes, que es va associar amb Pfizer per al desenvolupament, logística, finances, supervisió dels assaigs clínics i per a la fabricació mundial, a excepció de la Xina, on Fosun va comprar la llicència per distribuir i fabricar, juntament amb la seva inversió a BioNTech. La distribució a Alemanya i Turquia és de la mateixa BioNTech. Pfizer va indicar que 50 milions de dosis podrien estar disponibles a finals de 2020, amb uns 1.300 milions de dosis a mitjan 2021.
Pfizer ha avançat acords de compra d'uns 3.000 milions de dòlars per proporcionar una vacuna amb llicència als Estats Units, la Unió Europea, el Regne Unit, el Japó, el Canadà i el Perú.
La distribució i emmagatzematge de la vacuna és un repte logístic, ja que cal emmagatzemar-la a temperatures compreses entre -80 i −60 °C, fins a cinc dies abans de la vacunació quan es pot emmagatzemar a 2 a 8 °C, i fins a dues hores a temperatures de fins a 25 °C o 30 °C.

## Assajos
De fase I-II amb 45 participants: Resposta forta al domini d'unió al receptor de la IgG i l'anticòs neutralitzant, assolint la resposta màxima 7 dies després després d'una dosi de reforç, robusta pels limfòcits T CD4+ i CD8+, de durabilitat indeterminada.
Durada: Maig 2020 –.
De fase III amb 43.448 participants: Aleatoritzat, controlat amb placebo. Els resultats positius d'una anàlisi provisional es van anunciar el 18 de novembre de 2020 i publicat el 10 de desembre de 2020 amb una eficàcia global del 95%. Alemanya, Estats Units, Jul 2020 – Nov 2020

## Eficàcia
Tret que sindiqui el contrari, les qualificacions d’eficàcia són indicatives d’eficàcia clínica 2 setmanes després de la segona dosi:
| Variant                     | Dues dosis   | Dues dosis   | Dues dosis      | Una dosi     | Una dosi     | Una dosi        |
| Variant                     | Asimptomàtic | Simptomàtic  | Hospitalització | Asimptomàtic | Simptomàtic  | Hospitalització |
| --------------------------- | ------------ | ------------ | --------------- | ------------ | ------------ | --------------- |
| Altres circulant prèviament | 92% (88–95%) | 94% (87–98%) | 87% (55–100%)   | 60% (53–66%) | 66% (57–73%) | 78% (61–91%)    |
| Alfa                        | 90% (86–92%) | 93% (90–96%) | 95% (78–99%)    | 30% (23–36%) | 49% (43–55%) | 83% (62–93%)    |
| Beta                        | 75% (71–79%) | No notificat | 100% (74–100%)  | 17% (10–23%) | No notificat | 0% (0–19%)      |
| Gamma                       | No notificat | No notificat | No notificat    | No notificat | No notificat | No notificat    |
| Delta                       | 79% (75–82%) | 88% (78–93%) | 96% (86–99%)    | 30% (17–41%) | 33% (8–51%)  | 94% (46–99%)    |

Notes
1. ↑  Generalment es considera eficaç una vacuna si l'estimació és ≥50% amb un límit inferior >30% d'un interval de confiança del 95%.[33]
2. 1 2 3 4 5 6  Estudi de vigilància del 20 de desembre de 2020 a l’1 de febrer de 2021 a Israel.[34] Durant aquest període, segons Nextstrain, la variant dominant a Israel era el llinatge B.1.1.50 i la variant Alfa es convertia en dominant.
3. 1 2 3 4  Dades preliminars d’eficàcia contra les malalties simptomàtiques a què fa referència la Public Health England.[36][37]
4. 1 2 3 4  Dades preliminars d’eficàcia contra l’hospitalització a què fa referència Public Health England.[39][37]

## Autoritzacions
Autorització plena
     Autorització d'emergència
     Destinatari apte per a COVAX
Plena (39)
1. Aràbia Saudí[41][42]
2. Austràlia[43][44]
3. Brasil[45]
4. Canadà[46][47][48]
5. Illes Marshall[a][b]
6. Estats Federats de Micronèsia[a][b]
7. Nova Zelanda[49]
8. Palau[a]
9. Suïssa[52][53]
Agència Europea del Medicament:
10. Alemanya
11. Àustria
12. Bèlgica
13. Bulgària
14. Croàcia
15. Dinamarca
16. Eslovàquia
17. Eslovènia
18. Espanya
19. Estònia
20. Finlàndia
21. França
22. Grècia
23. Hongria
24. Irlanda
25. Islàndia
26. Itàlia
27. Letònia
28. Liechtenstein
29. Lituània
30. Luxemburg
31. Malta
32. Noruega
33. Països Baixos
34. Polònia
35. Portugal
36. Romania
37. Suècia
38. Txèquia
39. Xipre
Altres entitats
Hong Kong[54]

Emergència (145)
1. Afganistan[55]
2. Albània[56]
3. Algèria[57]
4. Andorra[58]
5. Argentina[59]
6. Armènia[60]
7. Azerbaidjan[61]
8. Bahrain[62]
9. Bangladesh[63]
10. Benin[61]
11. Bhutan[61]
12. Bolívia[55]
13. Bòsnia i Hercegovina[64]
14. Botswana[65]
15. Brunei[66]
16. Camerun[61]
17. Cap Verd[55]
18. Colòmbia[67]
19. Congo-Kinshasa[68]
20. Corea del Sud[69][70]
21. Costa d'Ivori[61]
22. Costa Rica[71]
23. Djibouti[61]
24. República Dominicana[72]
25. Egipte[61]
26. EAU[73]
27. Equador[74]
28. Eswatini[61]
29. Filipines[75]
30. Fiji[76]
31. Gabon[61]
32. Geòrgia[61]
33. Ghana[77]
34. Guatemala[78]
35. Guinea[61]
36. Honduras[61]
37. Indonèsia[79]
38. Iraq[80]
39. Israel[81]
40. Japó[82][83]
41. Jordània[84]
42. Kazakhstan[61]
43. Kenya[85]
44. Kirguizstan[61]
45. Kosovo[61]
46. Kuwait[86]
47. Laos[61]
48. Líban[87]
49. Líbia[55]
50. Macedònia del Nord[88]
51. Malàisia[89]
52. Malawi[90]
53. Maldives[91]
54. Marroc[61]
55. Mèxic[92]
56. Moldàvia[93]
57. Mònaco[94]
58. Mongòlia[95]
59. Montenegro[61]
60. Namíbia[61]
61. Nepal[96]
62. Nicaragua[61]
63. Nigèria[97]
64. Oman[98]
65. Pakistan[99]
66. Palestina[55]
67. Panamà[100]
68. Papua Nova Guinea[101]
69. Paraguai[102][103]
70. Perú[104]
71. Qatar[105]
72. Regne Unit[106][107][108]
73. Ruanda[55]
74. El Salvador[55][109]
75. San Marino[55]
76. Sèrbia[110][111]
77. Singapur[112]
78. Sri Lanka[113]
79. Sud-àfrica[114][115]
80. Sudan[55]
81. Tadjikistan[61]
82. Tailàndia[116]
83. Taiwan[117][118]
84. Tanzània[61]
85. Timor Oriental[61]
86. Tonga[61]
87. Tunísia[42]
88. Turquia[119]
89. Ucraïna[120]
90. Uganda[61]
91. Uruguai[121]
92. Uzbekistan[122]
93. Ciutat del Vaticà[123][124]
94. Vietnam[125]
95. Xile[126]
96. Zàmbia[127]
Agència de Salut Pública del Carib:[128][129]
Anguilla
97. Antigua i Barbuda
Aruba
98. Bahames
99. Barbados
100. Belize
Bermudes
Bonaire
Illes Verges Britàniques
Illes Caiman
Curaçao
101. Dominica
102. Grenada
103. Guyana
104. Haití
105. Jamaica
Montserrat
Saba
106. Saint Kitts i Nevis
107. Saint Lucia
108. Saint Vincent i les Grenadines
Sint Maarten
Sint Eustatius
109. Surinam
110. Trinidad i Tobago
Illes Turks i Caicos
Altres entitats
Gibraltar[55]
Groenlàndia[130][109]
Guadalupe[61]
Guam[61]
Guernsey[55]
Illes Cook[61]
Illes Faroe[131]
Illa de Man[55]
Jersey[55]
Macau[132]
Martinica[61]
Nova Caledonia[55]
Niue[61]
Illes Mariannes del Nord[61]
Puerto Rico[61]
Polinèsia Francesa[61]
Xipre del Nord[133]
Samoa Americana[61]
Tokelau[61]
OMS[40][134][135]

Notes
1. 1 2 3  mitjançant l'autorització dels Estats Units a través de l'Acord d'Associació Lliure[50][51]
2. 1 2  Només per a majors de 16 anys. EUA encara s'aplica als destinataris de 12 a 15 anys.

## Emmagatzematge
La temperatura d'emmagatzematge a llarg termini és de -70±10 °C, en un ultracongelador. La vacuna es pot mantenir entre −25 i −15 °C fins dues setmanes abans de l'ús i entre 2 i 8 °C durant fins cinc dies abans de l'ús.

## Administració
En 2 dosis separades per 3-4 setmanes, com a interval recomanat. La segona dosi de les vacunes Pfizer-BioNTech i Moderna es pot administrar fins 6 setmanes després de la primera dosi per pal·liar l'escassetat de subministraments.

## Reacciones adverses
- Molt freqüents (≥1/10): cefalea, artràlgies, miàlgies, dolor o inflor en el lloc d'injecció; fatiga, calfreds, febre.[35]
- Freqüents (≥1/100 a <1/10): nàusees, envermelliment en el lloc d'injecció.[35]
- Poc freqüents (≥1/1.000 a <1/100): limfadenopatia, insomni, dolor a l'extremitat, pruïja en el lloc d'injecció.[35]
- Rares (≥1/10.000 to <1/1.000): paràlisi facial perifèrica aguda.[35]

## Advertiments i precaucions
Principalment:
- Es recomana una observació estreta durant almenys 15 minuts després de la vacunació (vigilància d'excepcional anafilaxi)
- Es recomana posposar en individus que pateixin una malaltia febril aguda greu o infecció aguda no lleu.
- Es poden produir reaccions relacionades amb ansietat, incloses reaccions vasovagals (síncope), hiperventilació o reaccions relacionades amb estrès, associades a l'acte vacunal com a resposta psicògena a la injecció amb agulla.
- S'ha d'administrar amb precaució en individus que reben tractament anticoagulant o alguna alteració de la coagulació
- L'eficàcia de la vacuna pot ser menor en immunodeficiències.
- Hi ha experiència limitada amb l'ús en dones embarassades i no es preveuen efectes en el desenvolupament del fetus. Es desconeix si s'excreta en la llet materna.